# Vettius Valens (Mediziner)
Vettius Valens († 48 n. Chr. in Rom) war ein römischer Eques und Arzt am Hof des Kaisers Claudius.